# 레이철 제글러
레이철 제글러(Rachel Zegler, 2001년 2월 1일 ~ )는 미국의 배우, 가수이다. 스티븐 스필버그 영화 《웨스트 사이드 스토리》를 통해 영화 데뷔했으며, 이 역으로 골든 글로브상 뮤지컬 코미디 영화 부문 여우주연상을 수상했다.

## 출연 작품
- 웨스트 사이드 스토리 (2021) - 마리아 바스케스 역
- 샤잠! 신들의 분노 (2023) - 안시아 역
- 헝거게임: 노래하는 새와 뱀의 발라드 (2023) - 루시 그레이 베어드 역
- 엘리안과 빛나는 마법 모험 (2024) - 엘리안 공주 역 (목소리)
- Y2K (2024) - 로라 역
- 백설공주 (2025) - 백설공주 역